# Code Name: Diamond Head
Code Name: Diamond Head is een Amerikaanse film uit 1977. De film werd geregisseerd door Jeannot Szwarc. De hoofdrollen werden vertolkt door Roy Thinnes en France Nuyen.

## Verhaal
De film draait om een Hawaïaanse tegen-veiligheidsdienst, gerund door Tante Mary. Een van de leden van de organisatie is Johnny Paul, alias Diamond Head. Hij moet de kwaadaardige Tree ervan weerhouden een gevaarlijk zenuwgas te stelen. Hij wordt geholpen door Dragon Lady en Zulu.

## Rolverdeling
| Acteur            | Personage                                     |
| ----------------- | --------------------------------------------- |
| Roy Thinnes       | Johnny Paul                                   |
| France Nuyen      | Tso-Tsing                                     |
| Zulu              | Zulu                                          |
| Ward Costello     | Captain Macintosh                             |
| Don Knight        | H.K. Muldoon                                  |
| Ian McShane       | Sean Donavan / Father Horton / Colonel Butler |
| Eric Braeden      | Ernest Graeber                                |
| Dennis Patrick    | Commander Yarnell                             |
| Alex Henteloff    | Edward Sherman                                |
| Frank Michael Liu | Sakai                                         |

## Achtergrond
De film was bedoeld als pilot voor een televisieserie, maar die is nooit gemaakt. De film werd bespot in de cultserie Mystery Science Theater 3000.